# Plage aux ptérosaures
La plage aux ptérosaures, située à Crayssac dans le département du Lot, dans la région Occitanie, est un site paléoichnologique présentant des empreintes de dinosaures et de ptérosaures du Jurassique supérieur (Tithonien).
Les empreintes de pas  de ptérosaures font la  renommée du site, ouvert au public en visite guidée. 

## Présentation
Dans la région de Crayssac, situé à environ 15 km de Cahors dans le département du Lot, il est exploité depuis longtemps des carrières de calcaire Tithonien, troisième et dernier étage stratigraphique du Jurassique supérieur, utilisées pour obtenir notamment des pierres plates de dallages. Il s'étend de 149,2 ± 0,7 Ma à 143,1 ± 0,6 Ma. Sa durée est d'environ 7 millions d'années.

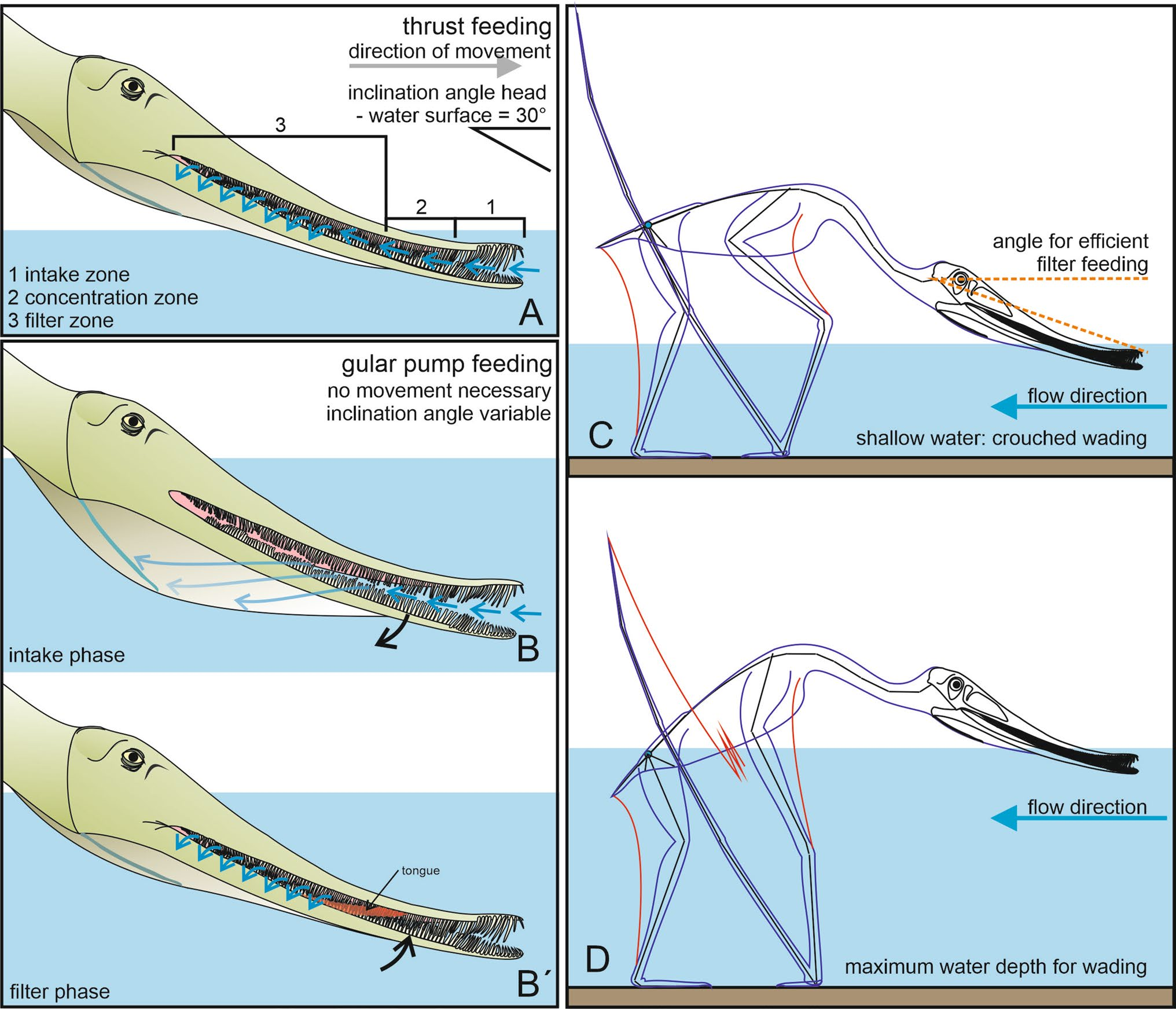
Représentation schématique du mode de nourriture de Ptérosaures.

Dans une carrière de calcaire en activité à Crayssac, les premières découvertes d'empreintes sont signalées en 1978 par Jean-Luc Oberreiner. En 1989, le paléontologue amateur Gérard Lafaurie détecte et signale à l’université de Poitiers la présence de poissons fossiles et des empreintes de pas de dinosaures dans les calcaires de Crayssac. En collaboration avec Antoine Pereira, propriétaire de la carrière, les premières pistes de ptérosaures sont trouvées en 1993 par des paléontologues de l’université de Poitiers,,. Le site dans sa globalité couvre une surface de l'ordre de 10 hectares sur 1,2 mètre d'épaisseur.
La plage aux ptérosaures se situait dans un golfe donnant sur l'Atlantique entre Bordeaux et l'île d'Oléron ; il s'agissait alors d'une lagune marine tropicale. Le site lui-même était une vasière littorale de boue, inondée à marée haute, les animaux venaient y chercher leur nourriture. Les empreintes laissées dans la boue par les animaux sont durcies par la chaleur du soleil et les marées qui suivent les recouvrent de nouvelles couches de vase, qui à leur tour durcissent, les fixant ainsi pour des millions d'années.
La plage aux ptérosaures est protégée des intempéries par des bâtiments à partir de 2011, il s'agit d'une structure en métal ventilée pour éviter la création d'une condensation préjudiciable à la conservation du site. Le projet a reçu le prix régional de l'architecture Midi-Pyrénées avec un coût d'opération à hauteur de 643 000 euros HT. Une zone de 1 200 m2 est couverte en 2024. À l'intérieur les paléontologues travaillent pratiquement dans le noir car seule une lumière rasante peut découvrir les reliefs du sol et parfois révéler de nouvelles empreintes,.
Une dalle calcaire est jusqu’en 2024 recouverte par du remblai, celui-ci est retiré pour vérifier l'état de conservation de la dalle. Celle-ci et une autre dalle sont alors à l’air libre. Or non protégées des intempéries, les empreintes disparaissent peu à peu notamment avec la cryoclastie. C'est pourquoi, après un enregistrement par photogrammétrie, les deux dalles sont recouvertes en décembre 2024 par un géotextile, des dalles alvéolaires de stabilisation et du remblai. Cette protection permettra à de futures générations de paléontologues d'étudier le site.
La plage aux Ptérosaures est un des 86 sites de la réserve naturelle nationale d'intérêt géologique du département du Lot. Le propriétaire du site est la collectivité territoriale du Grand Cahors qui soutient les activités de recherche sur la plage aux ptérosaures et le développement touristique.

## Découvertes
Jean-Michel Mazin, directeur de recherche au CNRS à l'université de Poitiers, a supervisé les recherches. Quarante espèces d'animaux datant d'environ 140 millions d'années y ont été identifiées. Il s'agit de traces de dinosaures, de ptérosauriens, de crocodilia et de tortues mais aussi d'invertébrés comme des crustacés ; toutefois les restes osseux y sont rares,. Les traces de ptérosaures font la « rareté et la célébrité » du site. Pour mémoire les ptérosaures sont des reptiles volants et non des dinosaures.

### Quadrupédie
Les paléontologues Jean-Michel Mazin, Jean-Paul Billon Bruyat et leurs collègues ont mis au jour sur le site de Crayssac plusieurs pistes. Celles-ci ont permis de démontrer que les ptérosaures utilisaient un mode de locomotion quadrupède quand ils se déplaçaient sur le sol. L'avant du corps étaient plus ou moins à la verticale selon la vitesse de déplacement. Pour le confirmer, les paléontologues ont reconstitué le déplacement du ptérosaure avec une modélisation informatique qui met en scène l'animal et permet de voir comment il utilisait ses quatre pattes,,.
Par ailleurs, en 2009, le paléontologue Kevin Padian, de l'université de Californie à Berkeley, étudie les empreintes de la plage aux ptérosaures et évoque un atterrissage aérien avec ses deux « pieds » côte à côte puis, après un saut, ses deux « mains » sont utilisées et le ptérosaure commence à marcher à quatre pattes. Pour sa part, le paléontologue David Unwin, de l'université de Leicester au Royaume-Uni, n'exclut pas qu'il puisse s'agir de traces de nage. Padian répond alors que les traces seraient moins franches, moins marquées. Le paléontologue Martin Lockley (en), de l'université du Colorado à Denver, analyse aussi qu'il s'agit bien d'un atterrissage, « même s'il existe d'autres interprétations possibles, je n'en vois aucune qui soit convaincante. ».

### Nouvelles espèces
En janvier 2020, les deux paléontologues Jean-Michel Mazin et Joane Pouech publient dans Geobios, revue internationale de paléontologie,  la découverte sur le site de la plage aux ptérosaures de trois nouvelles espèces de reptiles. Ils sont apparentés à des Rhamphorhynchoidea  à savoir des « ptérosaures anciens avec des ailes tendues de peau », ils étaient gros comme un rat avec une longue queue,.
Les trois espèces sont ainsi dénommées: Rhamphichnus crayssacensis, ce qui veut dire « l’empreinte de rhamphorhynchoïde de Crayssac », Rhamphichnus pereiraensis, en mémoire d’Antoine Pereira, l’ancien carrier-propriétaire, qui fit don de sa carrière pour la protection du site et enfin Rhamphichnus lafaurii, en mémoire du paléontologue Gérard Lafaurie, qui découvrit la plage à la fin des années 1980 .

## Tourisme
La plage aux Ptérosaures est intégrée dans la réserve naturelle nationale d'intérêt géologique du département du Lot instituée en 2015. Le bâtiment à énergie positive (panneaux solaires) protège les secteurs de fouille mais aussi le parcours ouvert aux touristes. La luminosité y est très faible avec seulement un éclairage rasant qui permet de voir les ichnites (empreintes). En période estivale des visites et des animations sont organisées pour le public,. Les ptérosaures ou dinosaures qui ont laissé des traces ont reçu un surnom. Ainsi Émile est un petit ptérosaure qui a laissé une piste de 33 pas consécutifs, cela a permis de le reconstituer en 3D et ainsi de le découvrir visuellement. 
La plage aux ptérosaures et la phosphatière du Cloup d'Aural accueillent environ 30 000 visiteurs dans les années 2010. En 2019, près de 10 000 personnes ont visité la plage aux ptérosaures.

## Galerie de photographies

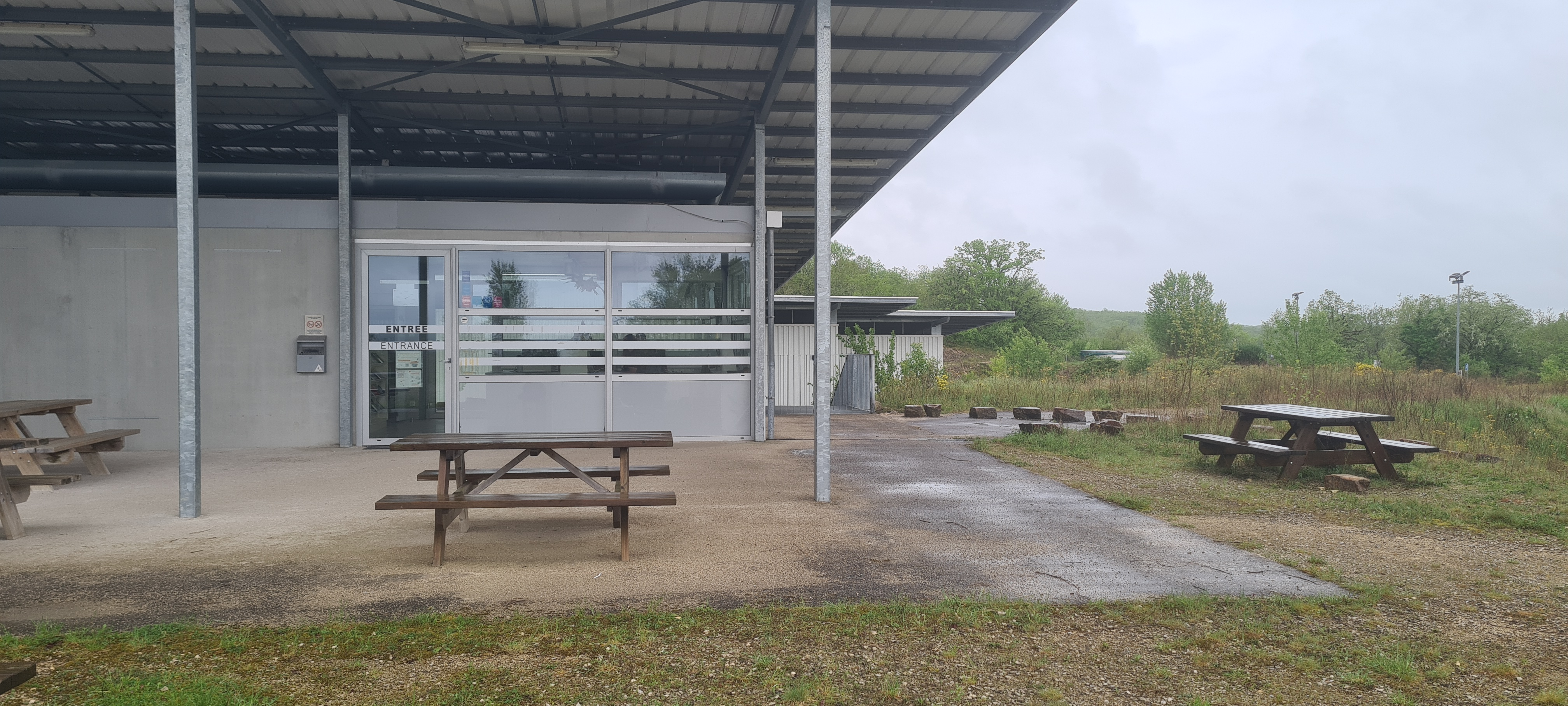
Entrée de la plage (2025).
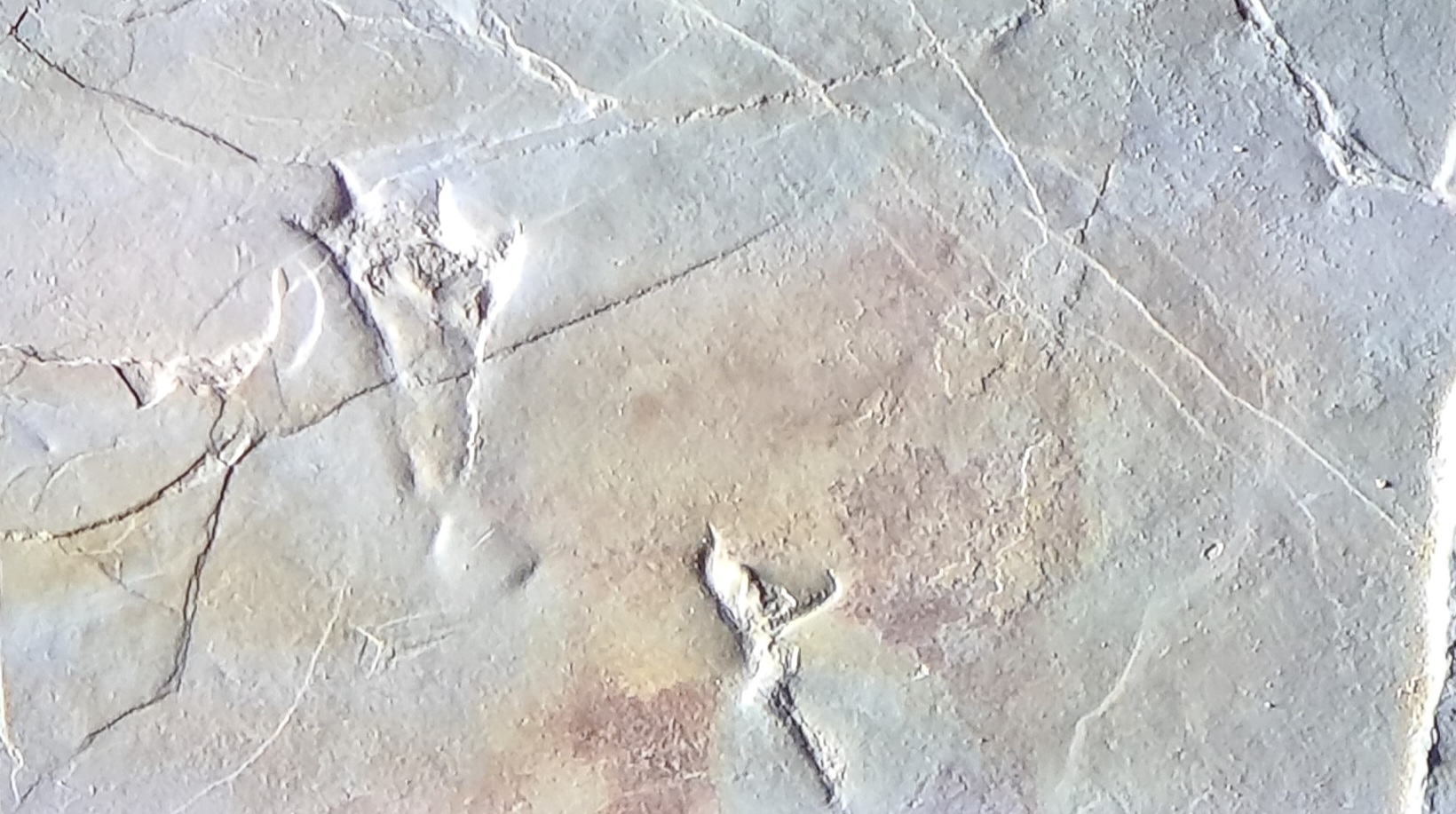
Empreintes « Émile ».
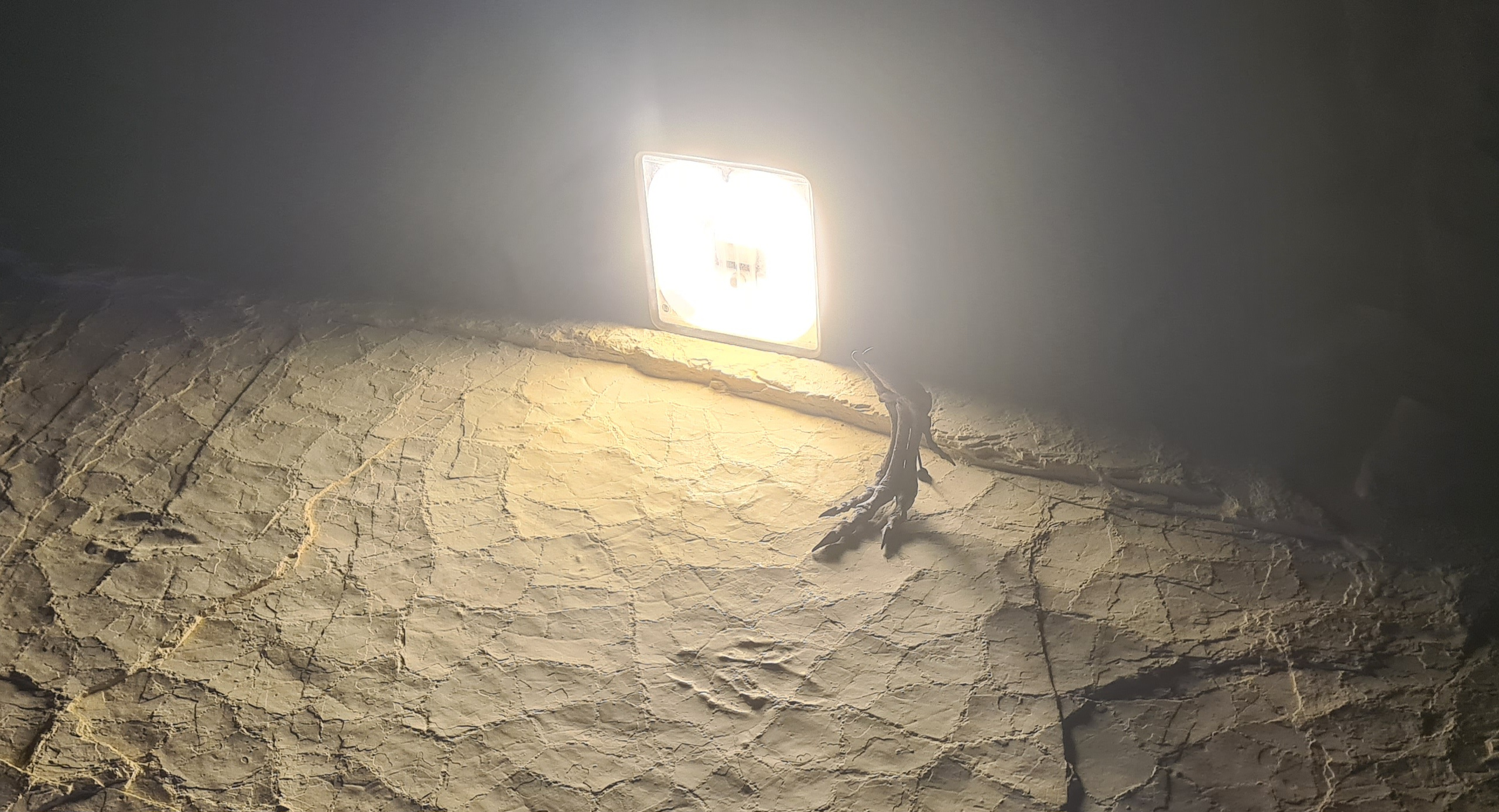
Empreinte et patte reconstituée.
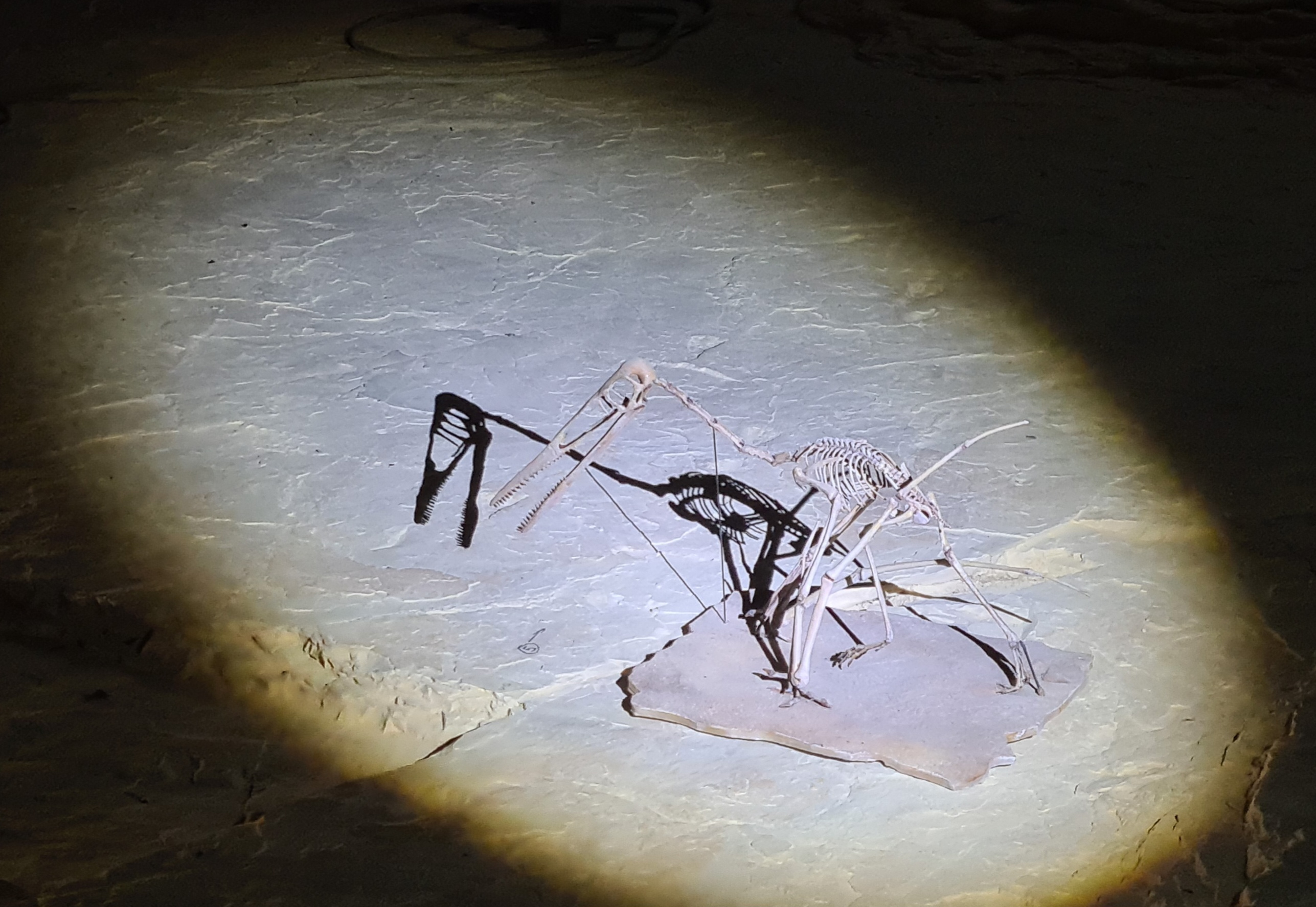
Squelette reconstitué.
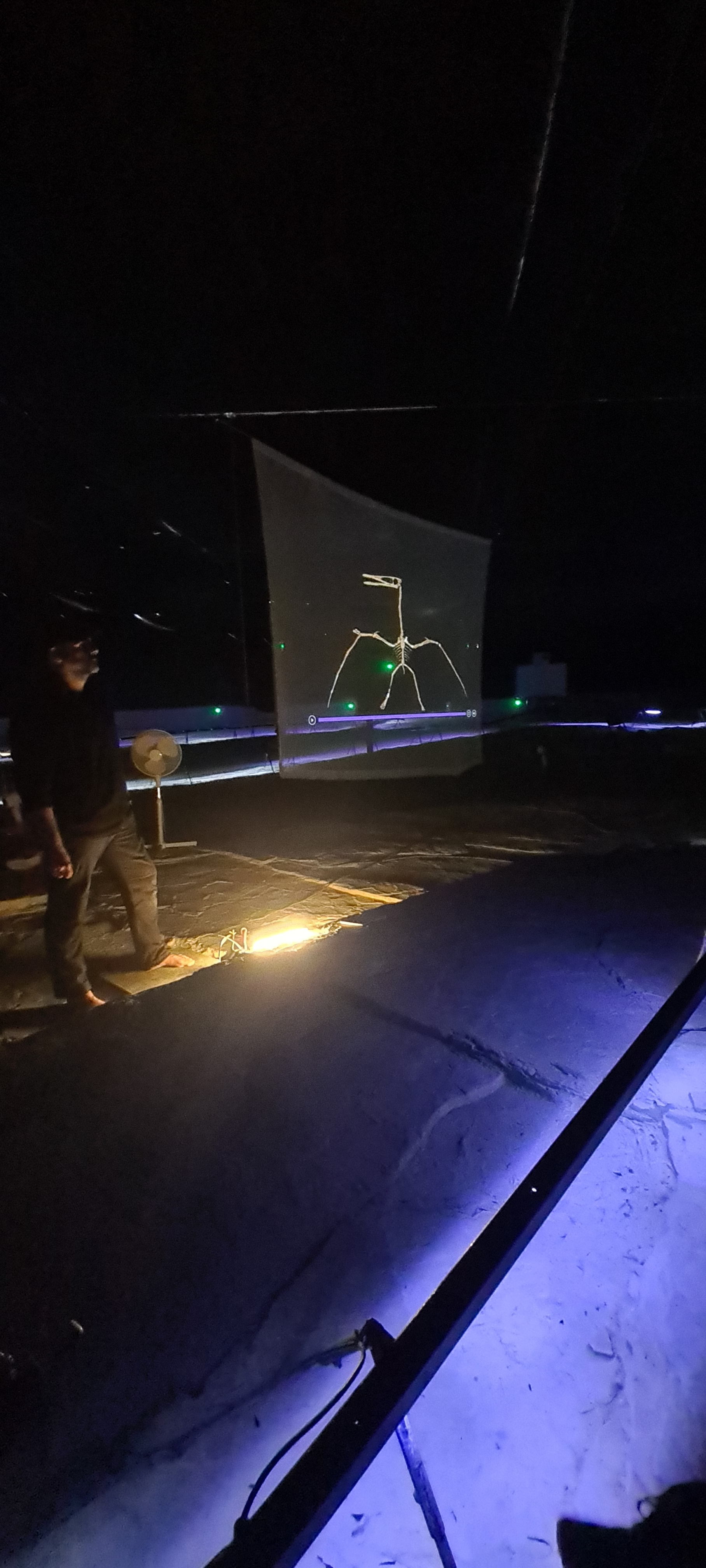
Visite guidée.

## À voir